# Sarcophaga erlangeri
Sarcophaga erlangeri är en tvåvingeart som beskrevs av Andy Z. Lehrer 1992. Sarcophaga erlangeri ingår i släktet Sarcophaga och familjen köttflugor. Inga underarter finns listade i Catalogue of Life.